# Teddy Daw
Edwin Charles "Teddy" Daw (23 tháng 1 năm 1875 – 1944) là một cầu thủ bóng đá người Anh thi đấu ở vị trí thủ môn.